# 香港美食100強
《香港美食100強》（英語：Top Eats 100）是香港無綫電視製作的飲食節目，由歐陽靖、林穎彤、張莉莎、朱希敏主持。全節目共14集，由2011年10月15日至2012年2月18日，於翡翠台及高清翡翠台逢星期六20:30-21:00同步播放，及於 tvb.com 提供節目重溫。
無綫電視於2011年9月20日至10月13日期間舉辦「香港美食100強：香港特色美食選舉」，讓觀眾從其準備的100款香港小食之中，投票選出最受歡迎的20款。投票結果於《香港美食100強》公佈，首5集介紹11至20名，後9集介紹首十名。

## 每集內容
| 集數 | 播映日期 | 美食                                 | 嘉賓                   | 平均收視 |
| 01   | 10月15日 | 第20名：雲吞麵、 第19名：生菜魚肉    | 王祖藍                 | 20點     |
| 02   | 10月22日 | 第18名：叉燒、 第17名：西多士        | 謝天華                 | 18點     |
| 03   | 10月29日 | 第16名：糯米飯 、 第15名：紅豆冰     | Mandy Lieu             | 19點     |
| 04   | 11月5日  | 第14名：菠蘿油 、 第13名：乾炒牛河   | 周秀娜                 | 21點     |
| 05   | 11月12日 | 第12名：咖哩魷魚 、 第11名：魚肉燒賣 | 麥長青                 | 21點     |
| 06   | 12月3日  | 第10名：豆腐花                       | 薛家燕、林盛斌         | 23點     |
| 07   | 12月17日 | 第9名：車仔麵                        | 黎耀祥                 | 18點     |
| 08   | 12月24日 | 第8名：蝦餃                          | 草蜢、陳敏之           | 17點     |
| 09   | 12月31日 | 第7名：砵仔糕                        | 狄易達、陳奐仁         | 21點     |
| 10   | 1月21日  | 第6名：豉油皇炒麵                    | 陳展鵬                 | 20點     |
| 11   | 1月28日  | 第5名：豬腸粉                        | 官恩娜、Donald、少爺占 | 19點     |
| 12   | 2月4日   | 第4名：絲襪奶茶                      | 羅仲謙、楊崢           | 23點     |
| 13   | 2月11日  | 第3名：蛋撻                          | 薛凱琪、彭健新         | 21點     |
| 14   | 2月18日  | 第2名：辣魚蛋、 第1名：雞蛋仔        | 金剛、許廷鏗、陳百祥   | 23點     |

## 「香港美食100強」名單
(X) 括號內數字為入選二十強之名次。
- 辣魚蛋 (02)
- 雞蛋仔 (01)
- 魚肉燒賣 (11)
- 煨魷魚
- 煨蕃薯
- 炒栗子
- 鹵味
- 牛雜
- 碗仔翅
- 生菜魚肉 (19)
- 五香熟花生
- 煎釀三寶
- 格仔餅
- 豬大腸
- 鹽焗鵪鶉蛋
- 叮叮糖
- 龍鬚糖
- 綿花糖
- 白糖糕
- 糖蔥餅
- 臭豆腐
- 飛機欖
- 砵仔糕 (07)
- 蝦餃 (08)
- 燒賣
- 咖哩魷魚 (12)
- 鳳爪
- 排骨
- 山竹牛肉
- 綿花雞
- 絲襪奶茶 (04)
- 鴛鴦
- 蔗汁
- 紅豆冰 (15)
- 燉蛋
- 涼粉
- 豬皮蘿蔔
- 菠蘿油 (14)
- 油炸鬼
- 炸兩
- 蛋撻 (03)
- 裹蒸粽
- 豬腸粉 (05)
- 蛋散
- 茶葉蛋
- 花生糖
- 豆腐花 (10)
- 大菜糕
- 西多士 (17)
- 馬仔
- 沙翁
- 老婆餅
- 齋鹵味
- 燒肉
- 叉燒 (18)
- 燒鵝
- 豬油渣麵
- 雲吞麵 (20)
- 車仔麵 (09)
- 粉仔
- 粉果
- 砂糖夾餅
- 芝麻卷
- 茶果
- 麥芽糖夾餅
- 糖不甩
- 酸木瓜
- 炸油池
- 熱粟米
- 糖餅
- 春卷
- 咸水角
- 芋角
- 椰汁
- 火麻仁
- 杏仁茶
- 韮菜豬紅
- 炸魚皮
- 皮蛋酥
- 紙包蛋糕
- 艇仔粥
- 豬膶粥
- 豬紅粥
- 豉油皇炒麵 (06)
- 唧唧冰
- 菠蘿冰
- 炸魷魚鬚
- 香蕉糕
- 炸皮蛋
- 炸大腸
- 乾炒牛河 (13)
- 及第粥
- 脆麻花
- 叉燒餐包
- 臘腸卷
- 糯米糍
- 糯米飯 (16)
- 薄罉
- 豬腳薑
- 鬆糕

## 記事
- 2011年11月19日：由於直播《萬千星輝賀台慶》，本節目暫停播映。
- 2011年11月26日：由於播映《高清好戲派：十月圍城》，本節目暫停播映。
- 2011年12月10日：由於直播《歡樂滿東華2011》，本節目暫停播映。
- 2012年1月7日：由於直播《第34屆十大中文金曲頒獎音樂會》，本節目暫停播映。
- 2012年1月14日：由於播映《人生80勁楓SHOW》，本節目暫停播映。

## 外部連結
- 無綫電視節目網頁 - 香港美食100強 （页面存档备份，存于）
- 無綫電視網頁 - 香港美食100強 - 香港特色美食選舉 （页面存档备份，存于）

## 電視節目的變遷
| 無綫電視 翡翠台、高清翡翠台 逢星期六 20:30-21:00 節目 | 無綫電視 翡翠台、高清翡翠台 逢星期六 20:30-21:00 節目 | 無綫電視 翡翠台、高清翡翠台 逢星期六 20:30-21:00 節目 |
| ----------------------------------------------------- | ----------------------------------------------------- | ----------------------------------------------------- |
|                                                       | 《香港美食100強》 (2011.10.15-2012.2.18)              |                                                       |
| 寵愛有家 (第13集) (2011.10.08)                        | 千奇百趣高B班 (2012.2.25-2012.6.16)                   |                                                       |